# 平井まりあ
平井 まりあ（ひらい まりあ、1983年6月18日 - ）は、日本の元AV女優。2000年代前半に活動した。

## 略歴
小柄でやや微乳、童顔という風貌から主にロリ系作品の出演が多い企画単体AV女優。デビュー作は2002年9月発売の『Pure Girls 2002』（SUPER DEVIL）とみられる。

## 出演作品

### アダルトビデオ
単体
2003年
- ロリロリ凌辱銀行（1月23日、ディープス）
- くすぐりトランス 6（2月1日、ワンズファクトリー）
- あなたの街のコスプ隷嬢（5月12日、ラハイナ東海）
- 淫辱エロメス（8月8日、ワイルドサイド）
- 超オマンコ主義6（9月12日、ワイルドサイド）
- 最高ロリっ娘ファイル 平井まりあスペシャル（9月19日、ディープス）
- ブルスク（9月19日、スマイリー）
- 高級ロリソープ（10月1日、マルクス兄弟）
- くいこみ生まんじゅう4（10月24日、ワイルドサイド）
- 独占!!平井まりあ4時間密着特集-デビューからブレイクまで-（11月15日、ネクストイレブン）
- ハメラマン #03（12月1日、ワンズファクトリー）
- Fuck`in痴漢電車（12月12日、ワイルドサイド）

2004年
- みるスポ!（1月5日、みるきぃぷりん♪）
- くすぐりトランス6 〜最高のくすぐりリアクション娘!〜（2月1日、ワンズファクトリー）
- 喉の奥までチンポをブチ込め! Vol.5（3月1日、ワンズファクトリー）
- 平井まりあの絶対競泳水着宣言!!（5月7日、オブテイン・フューチャー）
- ロリ好き（5月10日、ドグマ）
- 僕、専用。12号 MARIA（5月28日、ゴーゴーズ）
- 拘束椅子トランス（6月10日、ドグマ）
- まりあタンで萌ぇ〜（6月29日、ケー・トライブ）
- マリア様がみている（8月20日、TMA）

発売日不明
- ラブデリ 1 (アウダースジャパン）
- お姉ちゃんの食い込みランジェリースペシャル
- 初体験NG完全攻略 (アルファーインターナショナル）
- [平井まりあ]が初監督したAV。(アルファーインターナショナル）

他多数
共演・オムニバス
2002年
- Pure Girls 2002（9月、SUPER DEVIL）

2003年
- 文化部代表〜純情メモリアル〜（1月、ニューネクスト）
- 第八女収容所 素っ裸の女囚たち（4月18日、笠倉出版社）
- 深芳野&安来めぐ&平井まりあのわくわく痴漢ランド 3（4月19日、ディープス）
- おんなのこのおなにー 4（6月5日、ディープス）
- ときめき学園（8月20日、ニューネクスト） オムニバス作品
- ロリータナースアナル×レイプ病棟（9月15日、MOODYZ）
- 女子校生ノーパン痴漢バス 3（9月19日、笠倉出版社）
- 女痴校生5人が素人童貞逆ナンバII（9月20日、ホットエンターテイメント）
- まるごと ぜ〜んぶ女子校生4時間（9月26日、メディアステーション）
- 野外コスプレ最高世紀（10月15日、ホットエンターテイメント）
- Gals*Mini02（11月7日、ドリームチケット）
- 桃尻学園白書 放課後の誘惑（11月28日、KUKI）
- 悪戯★痴女（12月4日、ドリームチケット）他出演:青山るみ、杉森風緒
- 目撃者 女子校生拉致監禁SP 虚講編（12月26日、ゴーゴーズ）
- 目撃者 女子校生拉致監禁SP 真実編（12月26日、ゴーゴーズ）
- 目撃者 女子校生拉致監禁SP Special DVD Box（12月26日、ゴーゴーズ）

2004年
- 放課後青空授業 女子校生野外活動（2月20日、ホットエンターテイメント）
- 筆下ろし最高峰 2（3月20日、ホットエンターテイメント）
- NO.1美女軍団 ミニスカ 輪姦る(まわる）大捜査線（4月3日、アイエナジー）
- ドリーム学園 9（4月15日、MOODYZ）
- シースルー・センセーション（4月30日、アリーナエンタテインメント）オムニバス作品
- 桃尻学園白書 微熱SEX（4月30日、KUKI）
- オナニー4時間 痴女優コレクション（7月23日、笠倉出版社）
- Neo minx スペシャルDVD-BOX（8月6日、オブテイン・フューチャー）
- Neo minx Vol.5 Neo minx最終章〜前編〜（8月6日、オブテイン・フューチャー）
- フェライド おしゃぶりスペシャル（10月29日、笠倉出版社）他多数出演
- レズビアン学園（12月24日、aini(ピエロ））
- 24人のカリスマアイドル 4（12月24日、ケイ・エム・プロデュース）

2005年
- 発禁寸前 絶叫ダマしレイプ（2月8日、アタッカーズ）
- うまなみプレゼンツ4 女子校生狩り 部活っ娘編（2月18日、ケイ・エム・プロデュース）
- くいこみ生まんじゅう[スペシャル2]（4月22日、ワイルドサイド）
- 制服[真]中出し（5月20日、D3）
- 凌辱エロメス〔スペシャル〕（5月20日、ワイルドサイド）
- 超オマンココレクション（8月5日、ワイルドサイド）

2007年
- 32人の乳もみインタビュー 4時間（8月10日、TMA）

他多数出演

## 書籍

### 写真集
- NAKED ANGEL（2003年12月、メディアックス、撮影：西尾和久）ISBN 978-4896136852